# Голден Делишес
Голден Делишес (англ. Golden Delicious) — сорт яблок жёлтого цвета, один из символов Западной Виргинии. Не является родственником сорта Ред Делишес. Согласно Яблочной Ассоциации США это один из пятнадцати самых популярных сортов яблок в Соединённых Штатах.
В России сорт также известен как Яблоко-груша, Золотое превосходное.

## Характеристика сорта
Плоды большие, с кожицей жёлтовато-зелёного цвета, обладают сладким вкусом. Склонны к сморщиванию и деформации при падении, поэтому при их сборе и хранении требуется особая осторожность. Часто используется при изготовлении салатов, яблочного пюре и повидла.

## История

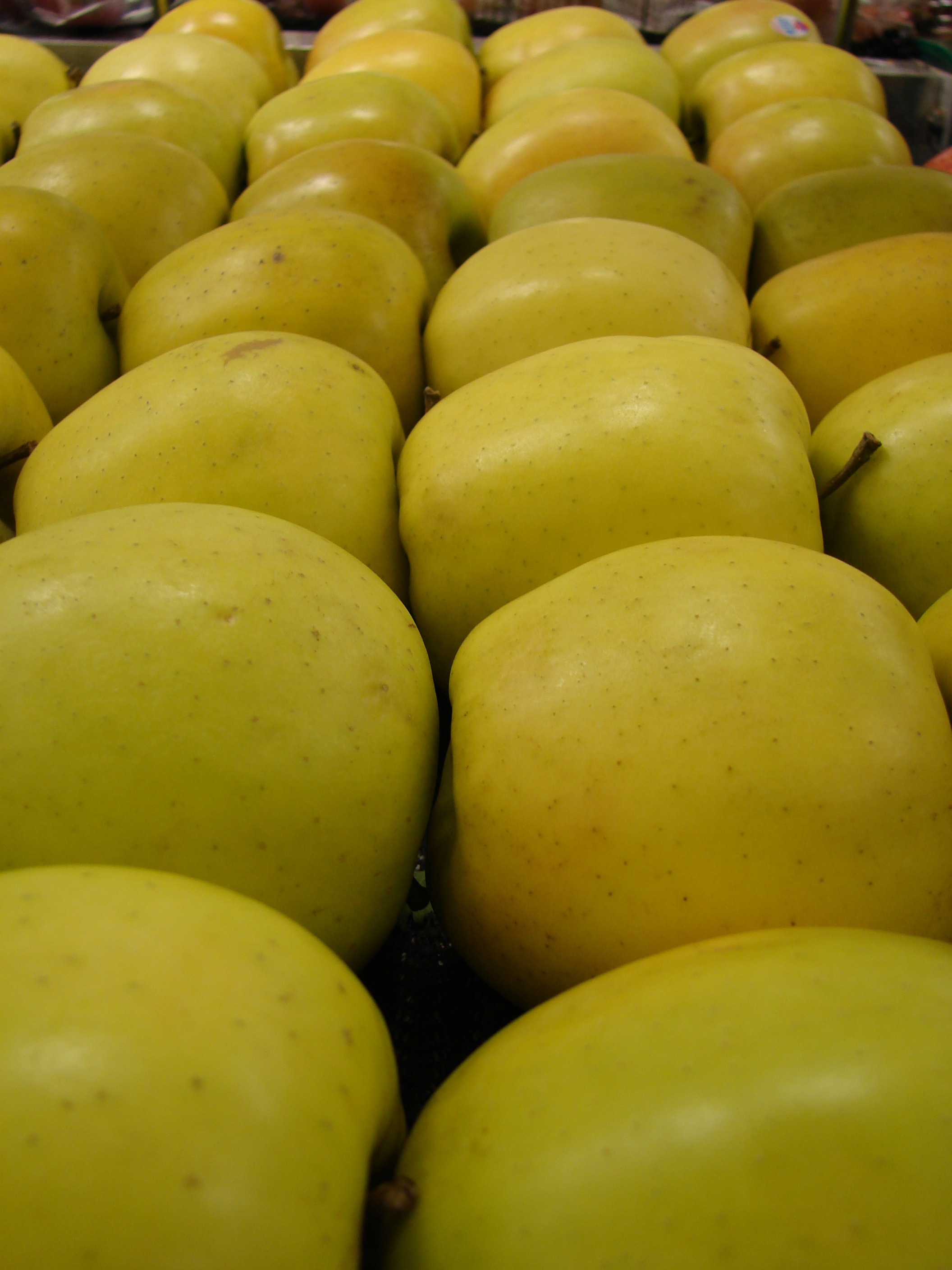
Плод Голден Делишес

Сорт получился в результате непреднамеренного скрещивания. В качестве вероятных родителей обычно указывают сорта Grimes Golden и Golden Reinette. Первое дерево было обнаружено на ферме Маллинсов в Округе Клей, Западная Виргиния. Местным оно было известно под именами Жёлтый Саженец Маллинса и Яблоко Аннит. Андерсон Маллинс продал дерево и права на распространение Питомникам и Садам Братьев Старк, которые первыми начали сбывать их как дополнение к сорту Ред Делишес в 1914 году.
В 2010 году итальянский консорциум объявил, что геном сорта полностью расшифрован. По состоянию на 2010 год геном Голден Делишес стал самым большим расшифрованным геномом растений: он содержит 57000 генов, что больше чем у любого другого исследованного растения.

## Официальный статус
20 февраля 1995 года сорту Голден Делишес резолюцией сената был присвоен статус официального символа штата Западная Виргиния. С 1972 года округ Клей проводит ежегодный фестиваль, посвящённый этому сорту яблок.

## Сбор урожая

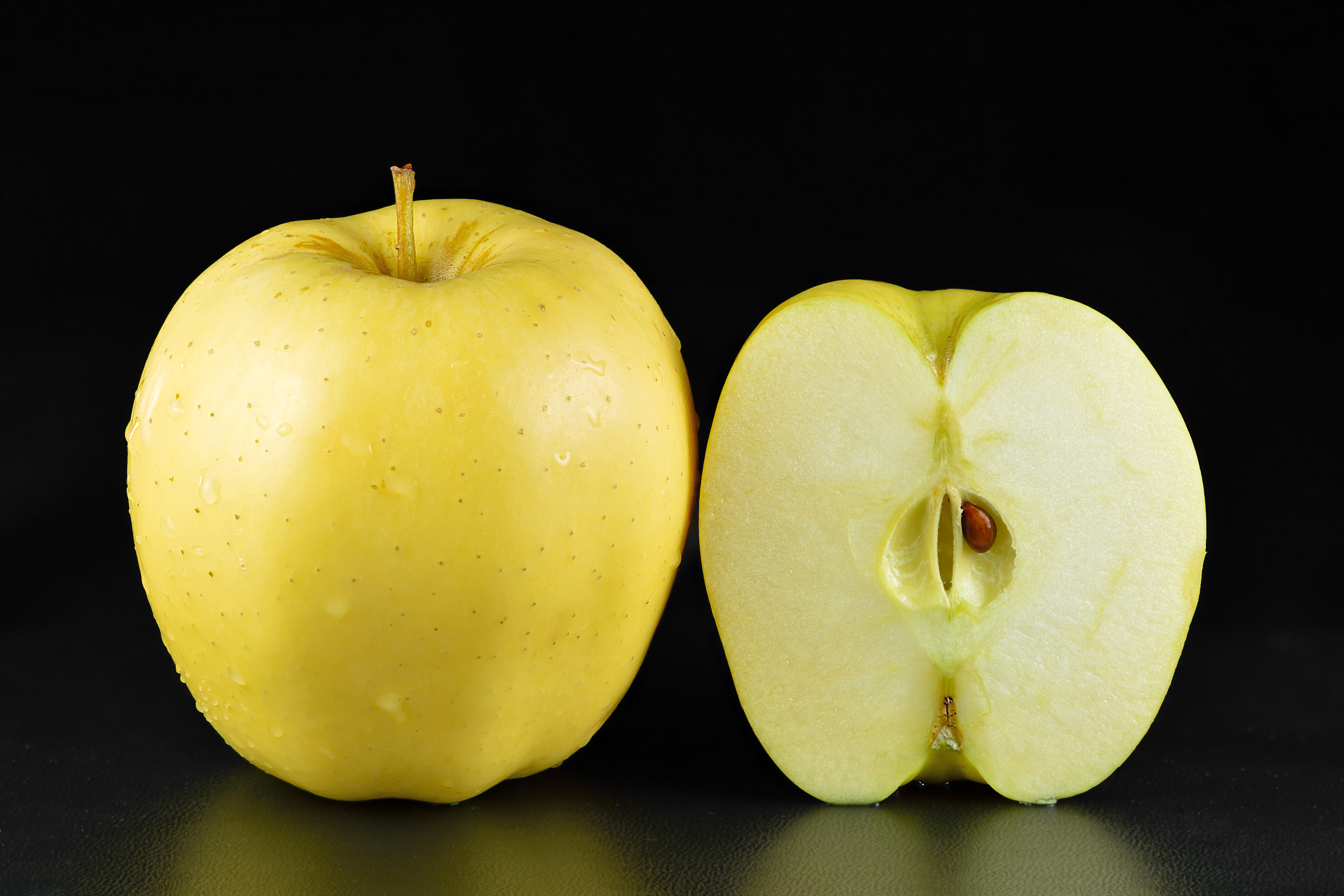
Голден Делишес

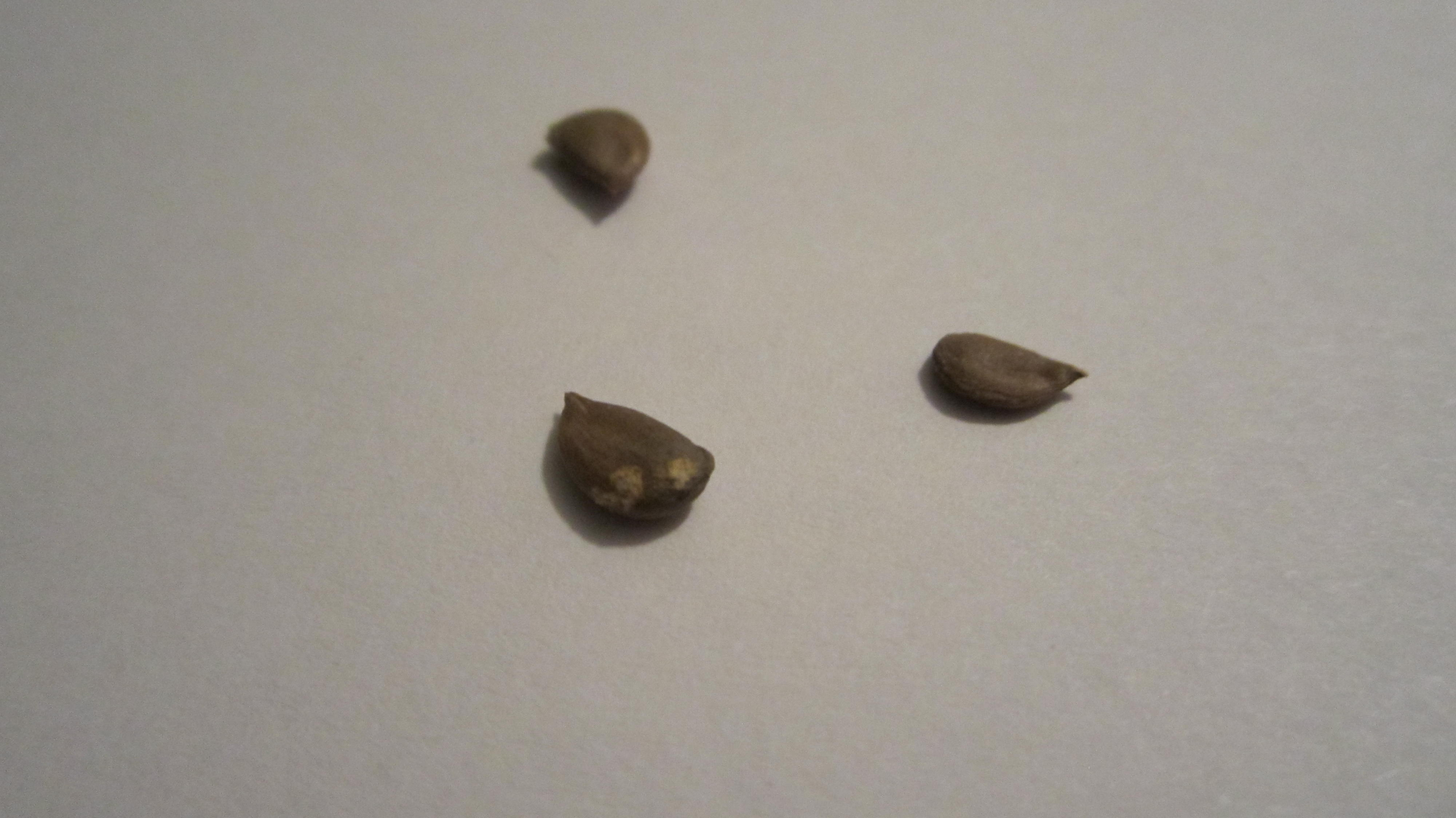
Семечки яблока Голден Делишес

Сбор осуществляется в осенне-зимний период, в октябре — ноябре.

## Дочерние сорта
- Akita Gold (Golden Delicious × Fuji)[11]
- Arlet (Golden Delicious × Idared)
- Bohemia (Lord Lambourne × Golden Delicious)
- Candel (Joathan × Golden Delicious)
- Cameo (Golden Delicious × Red Delicious)
- Caudle (Golden Delicious × Red Delicious)
- Champion (Golden Delicious × Cox Orange)
- Chantecler (Golden Delicious × Reinette Clochard)
- Cripps Pink (Golden Delicious × Lady Williams),
- Delbarestivale (Golden Delicious × Stark Jonagrimes)
- Elstar (Ingrid Marie × Golden Delicious)
- Firm Gold (Starkspur Golden Delicious, U.S. PP 2024 × Starkrimson Red Delicious, U.S. PP 1565)[12]
- Gala (Kidds Orange × Golden Delicious)
- Golden Resistant (сеянец Golden Delicious)
- Goldspur a Golden Delicious-like cultivar from Holland which is spur bearing
- Iduna (Golden Delicious × Glockenapfel)
- Jonagold (Golden Delicious × Jonathan)
- Lucky Rose Golden A patented Golden Delicious mutant[13]
- Pink Lady (Golden Delicious × Lady Williams),[14]
- Pinova (Clivia × Golden Delicious)
- Maigold (Fraurotacher × Golden Delicious)
- Mutsu (apple) (Indo apple × Golden Delicious)
- Opal (apple) (Topaz × Golden Delicious)
- Rubinette (Golden Delicious × Cox Orange)
- Sekai Ichi (Golden Delicious × Red Delicious)
- Spigold (Northern Spy x Golden Delicious)
- Sundowner (Golden Delicious × Lady Williams)
- Tentation delblush (Grifer (Blushing Golden) × Golden Delicious)

## Внешние ссылки
- Overview of various apple cultivars
- A cook’s overview of various apple cultivars
- Golden Delicious apple, in What Am I Eating? A Food Dictionary